# Вулиця Польова (Львів)
Ву́лиця Польова́ — вулиця в Личаківському районі Львова, у місцевості Знесіння. Пролягає від вулиці Старознесенської на північ, до кінця забудови, де переходить у стежку.
Прилучаються вулиці Новознесенська, Бринського, Пластова, Кукурудзяна, Грядкова.

## Історія
Виникла 1931 року у складі підміського села Знесіння, як частина вулиці Оґродова. У 1933 році отримала сучасну назву.

## Забудова
Забудова вулиці досить різноманітна. Тут можна зустріти одноповерхові польські будинки 1930-х років у стилі конструктивізму, двоповерхівки барачного типу та у стилі радянського функціоналізму 1950-х років, п'ятиповерхові типові будинки 1960-х років, сучасні приватні садиби. З парного боку вулиці переважає промислова забудова, зокрема, будівлі Львівського заводу бетонних виробів № 2.
- № 29-А. — амбулаторія сімейної медицини № 1, відкрита у 1994 році. Це була перша амбулаторія сімейного лікаря в Україні. У квітні 2019 року персонал амбулаторії перейшов працювати до щойно відкритої амбулаторії сімейної медицини № 19, що на вул. Хмельницького, 195.[7]
- № 44. — Львівський завод залізобетонних виробів № 2.
- № 55. — швейна фабрика «Юність».

## Пам'ятники
24 серпня 2019 року в пам'ять про Українських січових стрільців, які у 1918 році обороняли північні підступи до Львова, відбулося освячення та відкриття пам'ятника січовим стрільцям, встановленого перед будинком № 29. Проєкт пам'ятника, розроблений компанією «УкрДизайнГруп», зокрема Михайлом Федиком та інженером-конструктором Миколою Лапчуком. Роботи з каменю виконували брати Зеновій та Андрій Манчури.

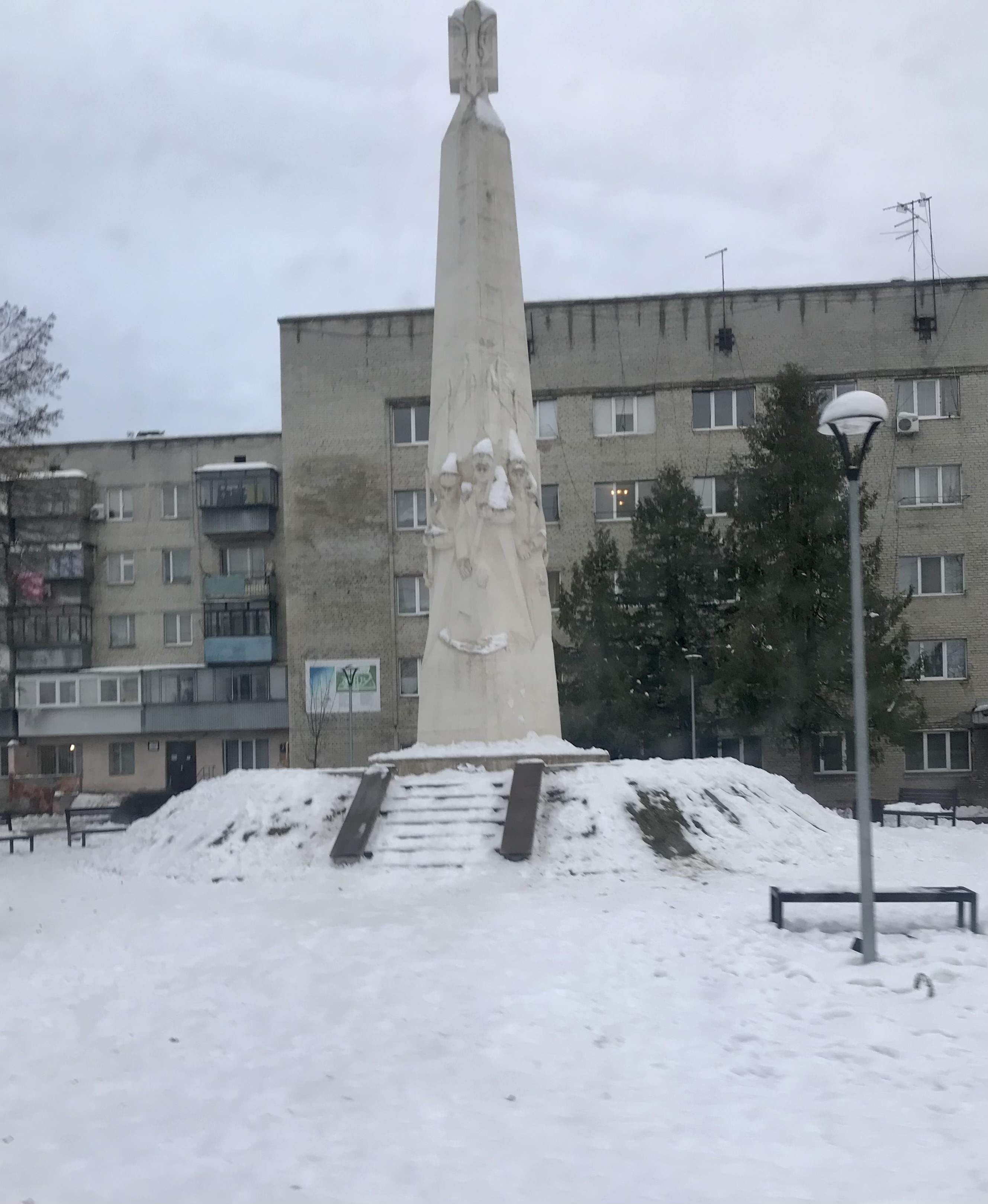
Пам’ятник Січовим Стрільцям на вулиці Польовій
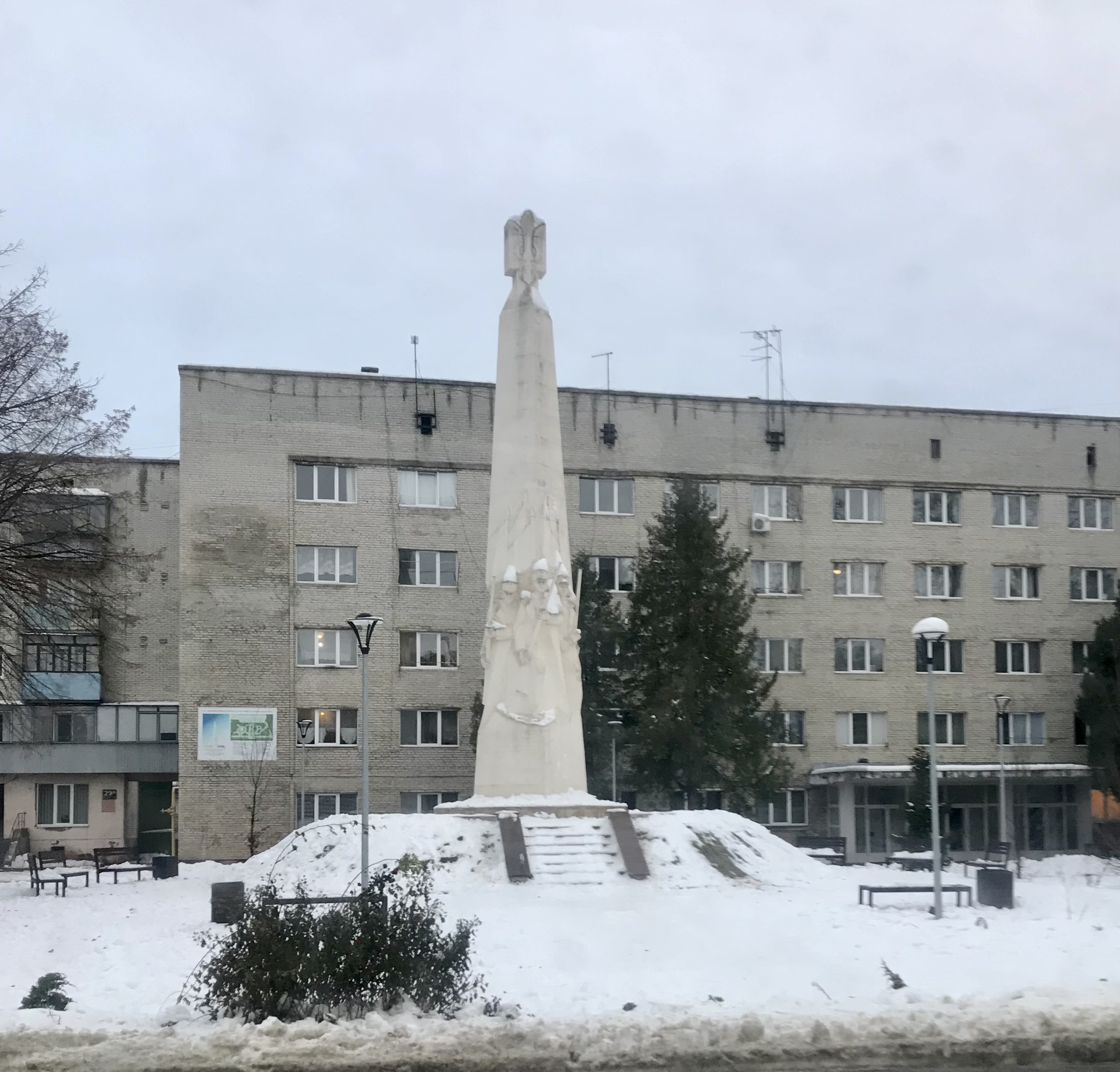
Пам’ятник Січовим Стрільцям на вулиці Польовій